# شاهزاده نیویورک
شاهزاده نیویورک (انگلیسی: The Princess of New York) یک فیلم صامت بریتانیایی در ژانر جنایی، درام به کارگردانی دونالد کریسپ است که در سال ۱۹۲۱ منتشر شد. آلفرد هیچکاک طراح تیتراژ این فیلم بوده‌است. این فیلم در حال حاضر یک فیلم گمشده است.